# Анрі Деберлі
Анрі Деберлі (фр. Henri Deberly; 28 травня 1882, Ам'єн — 28 березня 1947, Вірофле) — французький письменник і журналіст. У 1926 році отримав Гонкурівску премію за роман «Муки Федра» (фр. Le Supplice de Phèdre).
Був сином політика Альберта Деберлі (1844—1888), який був депутатом Сомми в Національних зборах. Деберлі випустив свою першу книгу — збірку віршів у 1911 році.